# Krzysztof Dobek
Krzysztof Paweł Dobek – polski fizyk, doktor habilitowany nauk fizycznych, specjalizuje się w fotochemii, fotofizyce, optyce kwantowej oraz ultraszybkiej spektroskopii laserowej, nauczyciel akademicki Uniwersytetu im. Adama Mickiewicza w Poznaniu.

## Życiorys
Pracuje jako adiunkt w Zakładzie Elektroniki Kwantowej Wydziału Fizyki UAM. Stopień doktorski uzyskał w 2003 na Wydziale Chemii UAM na podstawie pracy pt. Badanie własności wybranych układów micelarnych metodami stacjonarnej i rozdzielczej w czasie spektroskopii optycznej (promotorem był prof. Andrzej Maciejewski). Habilitował się w 2014 na Wydziale Fizyki UAM. Pracował też w Instytucie Fizyki Wydziału Fizyki, Astronomii i Informatyki Stosowanej UMK w Toruniu. Na macierzystej uczelni prowadzi zajęcia z technik spektroskopii optycznej i doświadczalnej optyki kwantowej. Swoje prace publikował m.in. w amerykańskim "Physical Review Letters".